# Pelzen-Alm
Die Pelzen-Alm (auch: Pelzenalm, Bauern-Alpe oder Bilzen-Alpe) ist eine Alm in Grassau.

## Bauten
Der Pelzen-Kaser auf der Pelzen-Alm stammt aus dem Jahr 1832. Der südliche Wohnteil ist aus Bruchsteinen gemauert und verputzt, der nördlich angeschlossene Stallteil ist in Blockbauweise errichtet. Der Kaser ist an einer steil abfallenden Geländekante errichtet, der südliche Zugang erfolgt über eine überdachte Veranda. Weitere Zugänge zum Stallteil befinden sich auf der West- und Ostseite.
Der Pelzen-Kaser ist 18,50 × 7,50 Meter groß, davon entfallen 3,70 × 3,90 und 3,70 × 2,30 Meter auf zwei Wohnräume und 13,50 × 6,60 Meter auf den Stall.

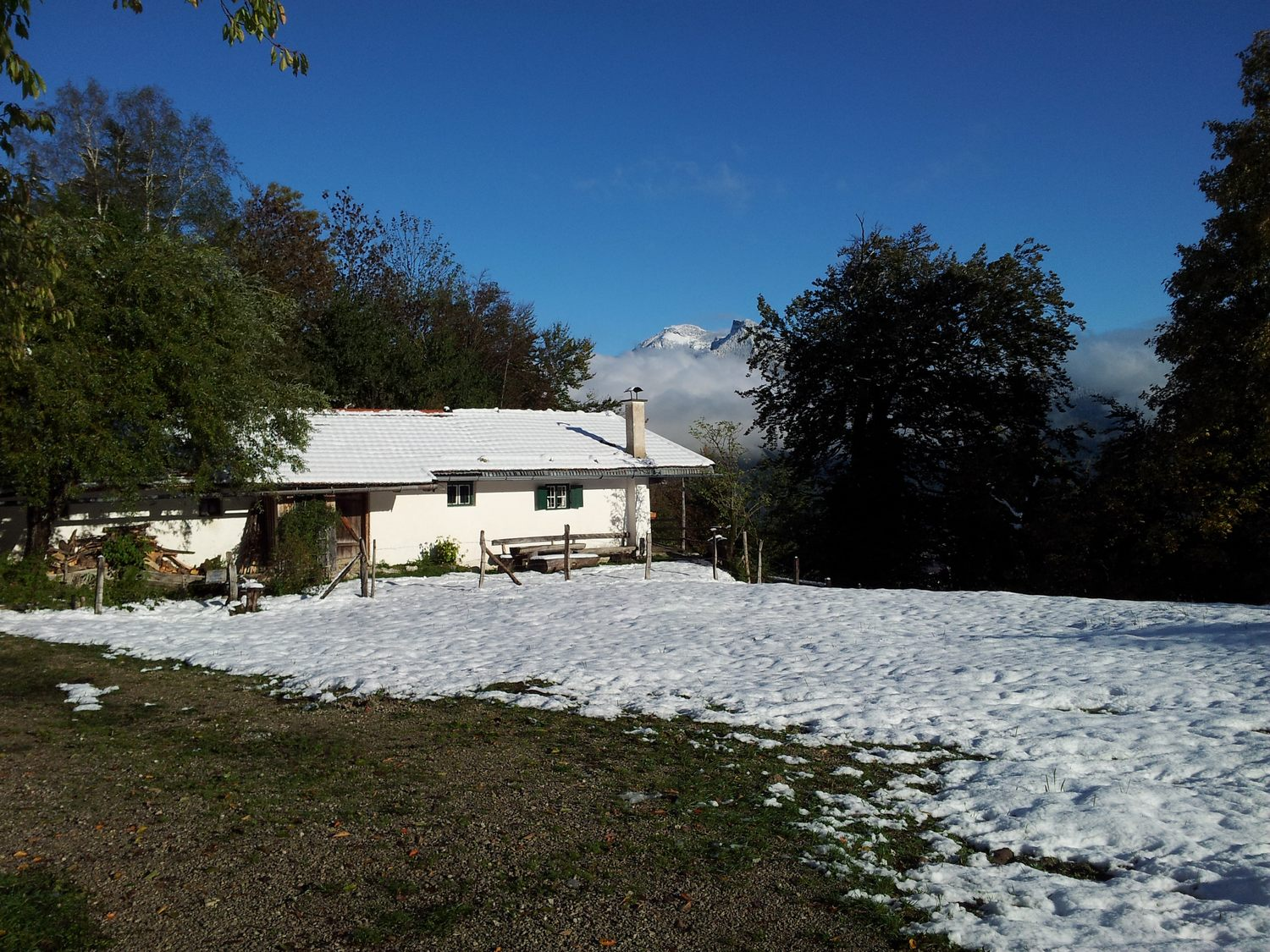
Pelzen-Kaser, Westseite
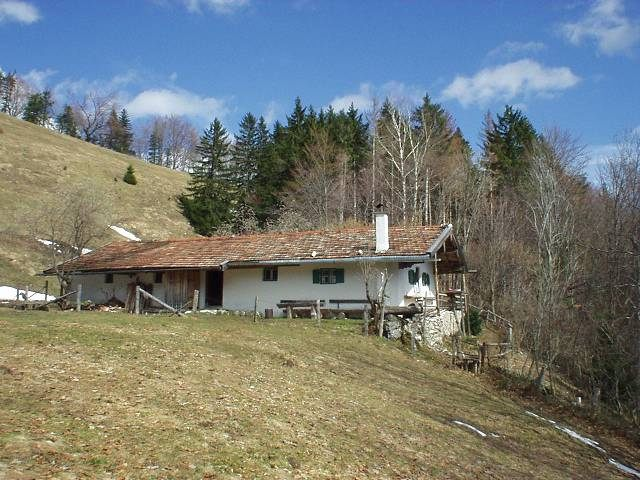
Pelzen-Kaser, Westseite mit Veranda
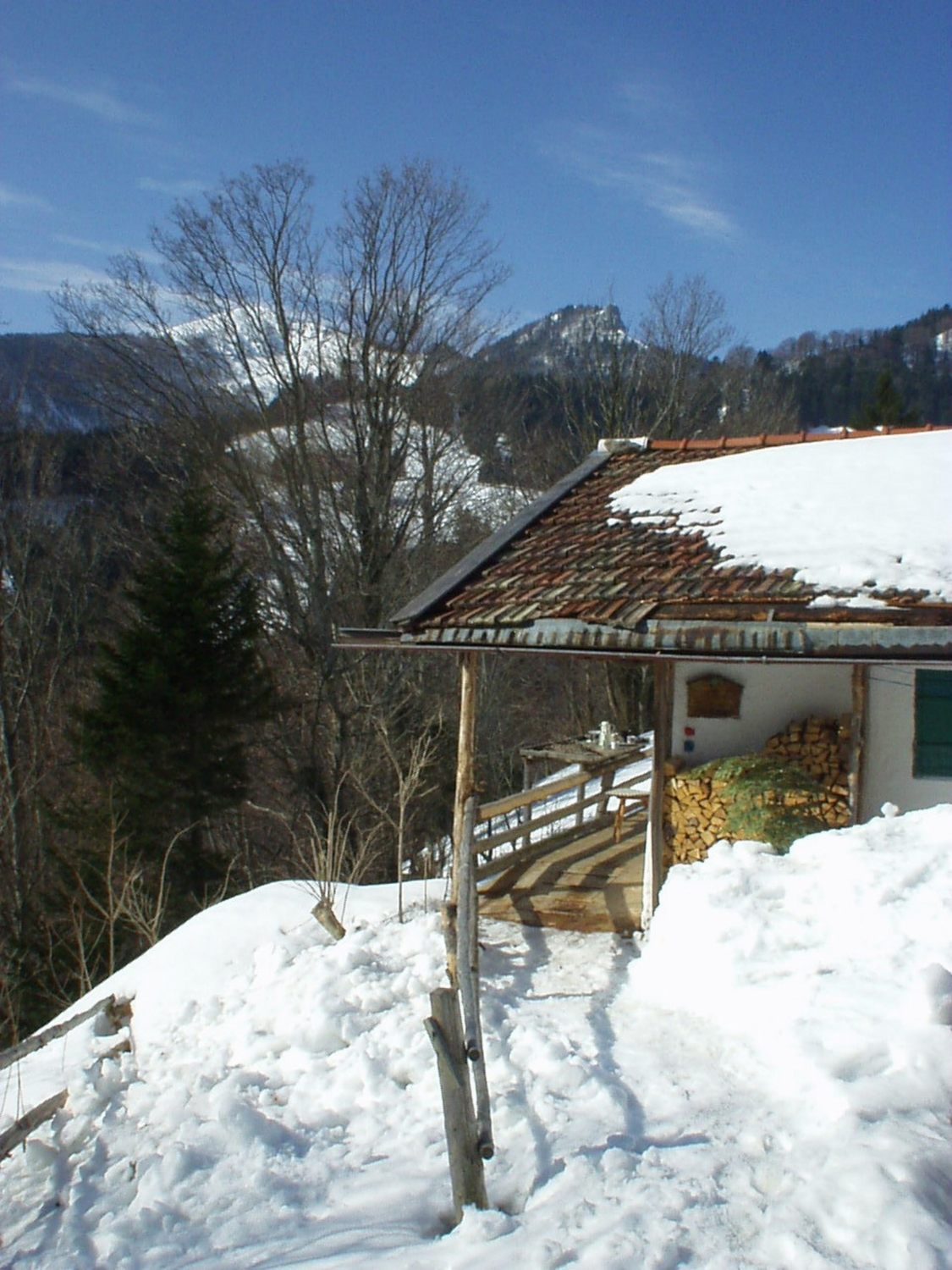
Pelzen-Kaser, Zugang zur Veranda an der Ostseite
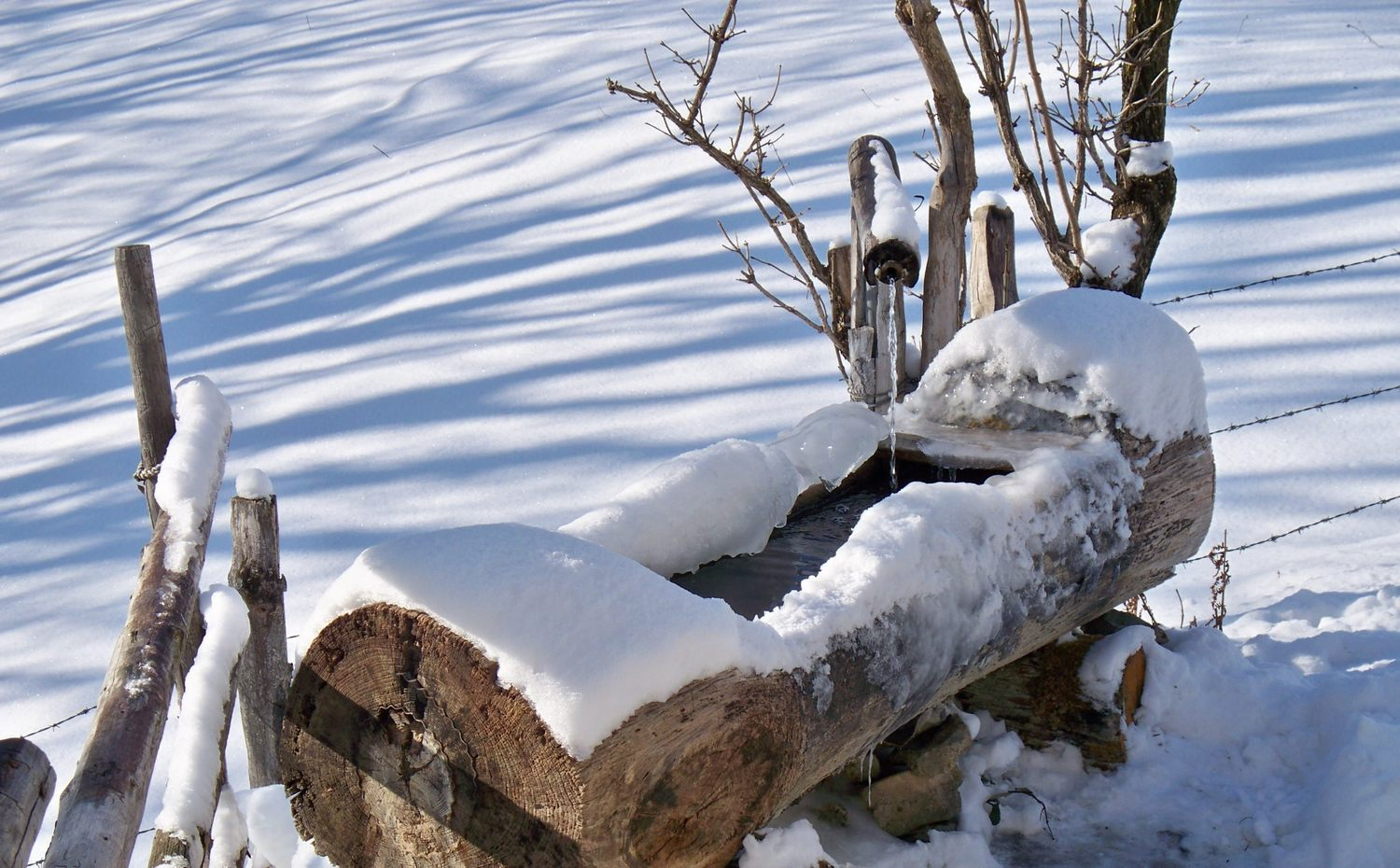
Pelzen-Kaser, Laufbrunnen im Winter

## Geschichte
Die Alm ist bereits 1810 auf einer Urtafel eingetragen, was darauf schließen lässt, dass die Alm schon vor 1810 existiert hat. Auf dem Dachgiebel ist die Jahreszahl 1832 vermerkt. Ob dies auf die Bauzeit des heutigen Kasers oder die Erneuerung des Daches zurückgeht, ist unklar. 1875 wurde die Alm vom Seiserbauern aus Bernau gekauft, der bis heute Eigentümer ist. Bis 2015 war die Pelzen-Alm nicht durch eine Forststraße erschlossen und konnte für die Bewirtschaftung nur über das Grundstück der benachbarten Hufnagelalm erreicht werden. Dazu war jedes Mal eine Genehmigung des Grundeigentümers erforderlich. Über die neu gebaute Straße ist die Pelzen-Alm inzwischen auch für geländegängige PKW erreichbar, die Straße zweigt 500 Meter vor der Rachlalm von der dortigen – für den öffentlichen Verkehr gesperrten – Forststraße ab.

## Heutige Nutzung
Die Pelzen-Alm wurde in jüngerer Vergangenheit unregelmäßig bestoßen bzw. mitbestoßen. Seit 2008 weidet im Sommer das Jungvieh eines Bauern aus Bernau auf der Alm.
Die Alm ist nicht bewirtet, der Kaser ist an Skifahrer aus München verpachtet.

## Lage
Die Pelzen-Alm befindet sich am Südosthang des Saurüssels auf einer Höhe von 871 m ü. NN am östlichen Ende des Almgebiets der Grassauer Almen.
Vom Strehtrumpf in Grassau aus ist die Alm über den anspruchsvollen Pelzensteig zu erreichen. Ein weiterer Weg führt über den Torgraben und den gut beschilderten Weg zur Rachlalm, wo kurz vor dieser ein Privatweg zur Pelzen-Alm abgeht.